# Budapest Grand Prix 2013
Budapest Grand Prix 2013 — жіночий тенісний турнір, що проходив на відкритих кортах з ґрунтовим покриттям. Це був 19-й турнір Hungarian Ladies Open. Належав до категорії International у рамках Туру WTA 2013. Відбувся в Romai Tennis Academy у Будапешті (Угорщина) з 8 до 14 липня 2013 року. Організатори вирішили провести турнір, попри нещодавню повінь в Угорщині, але скасували кваліфікаційні кола (перші чотири запасні автоматично потрапили до основної сітки) і зменшили сітку парного розряду з шістнадцяти пар до восьми.

## Учасниці основної сітки в одиночному розряді

### Сіяні
| Країна    | Гравчиня                | Рейтинг1 | Сіяна |
| --------- | ----------------------- | -------- | ----- |
| Чехія     | Луціє Шафарова          | 30       | 1     |
| Франція   | Алізе Корне             | 31       | 2     |
| Румунія   | Сімона Халеп            | 32       | 3     |
| Німеччина | Анніка Бек              | 54       | 4     |
| Швеція    | Юганна Ларссон          | 63       | 5     |
| ПАР       | Шанелль Схеперс         | 67       | 6     |
| Іспанія   | Марія Тереса Торро Флор | 75       | 7     |
| Грузія    | Анна Татішвілі          | 78       | 8     |

- 1 Рейтинг подано станом на 24 червня 2013

### Інші учасниці
Учасниці, що отримали вайлд-кард на участь в основній сітці:
- Агнеш Букта
- Река-Луца Яні
- Ванда Лукач

Учасниці, що потрапили до основної сітки зі списку запасних (кваліфікацію скасовано через нещодавню повінь):
- Александра Крунич
- Тадея Маєрич
- Шахар Пеєр
- Валерія Соловйова

### Знялись з турніру
До початку турніру
- Яна Чепелова
- Мелінда Цінк
- Елені Даніліду
- Кая Канепі
- Роміна Опранді
- Цветана Піронкова
- Карла Суарес Наварро

### Знялись
- Андреа Главачкова

## Учасниці основної сітки в парному розряді

### Сіяні
| Країна   | Гравчиня          | Країна | Гравчиня          | Рейтинг1 | Сіяна |
| -------- | ----------------- | ------ | ----------------- | -------- | ----- |
| Чехія    | Андреа Главачкова | Чехія  | Луціє Градецька   | 11       | 1     |
| Угорщина | Тімеа Бабош       | Польща | Алісія Росольська | 113      | 2     |

- 1 Рейтинг подано станом на 24 червня 2013

### Інші учасниці
Нижче наведено пари, які отримали вайлдкард на участь в основній сітці:
- Лілла Барзо /  Дальма Гальфі
- Агнеш Букта /  Река-Луца Яні

## фінал

### Одиночний розряд
- Сімона Халеп —  Івонн Мейсбургер 6–3, 6–7(7–9), 6–1

### Парний розряд
- Андреа Главачкова /  Луціє Градецька —  Ніна Братчикова /  Анна Татішвілі, 6–4, 6–1